# Kiiči Šintani
Kiiči Šintani (japonsky: 新谷喜一, Šintani Kiiči; ? – možná 7. dubna 1945) byl důstojníkem japonského císařského námořnictva za druhé světové války. Přihlásil se do 50. běhu japonské císařské námořní akademie (海軍兵学校, Kaigun Heigakkó), kterou ukončil v roce 1922. Během své kariéry u císařského námořnictva dosáhl hodnosti daisa (大佐 ~ námořní kapitán).
Postupně velel torpédoborcům Kuretake (jako tai'i [大尉 ~ poručík]), Mucuki (jako šósa [少佐 ~ korvetní kapitán]), Nenohi a Usugumo. Během služby na Usugumo (10. října 1939 – 10. prosince 1940) byl povýšen na čúsa (中佐 ~ fregatní kapitán). Dne 21. listopadu 1944 se stal – již jako daisa (大佐 ~ námořní kapitán) – velitelem 17. kučikutai (駆逐隊 ~ divize torpédoborců) a za svoji vlajkovou loď si zvolil torpédoborec Isokaze. Dne 29. listopadu 1944 se na něm stal svědkem zániku letadlové lodě Šinano, kterou měla jeho 17. kučikutai chránit. Počátkem dubna se jako velitel 17. kučikutai na Isokaze zúčastnil operace Ten-gó – sebevražedného výpadu bitevní lodě Jamato proti spojeneckým jednotkám u Okinawy.
Před vyplutím se 5. dubna 1945 zúčastnil konference na palubě lehkého křižníku Jahagi, na které si velitel 2. suirai sentai (水雷戦隊 ~ eskadra torpédoborců) šóšó (少将 ~ kontradmirál) Keizó Komura přál vyslechnout názory svých podřízených na plánovanou operaci. Téměř všichni přítomní byli proti a Tameiči Hara (tehdejší velitel Jahagi) později vzpomíná na argumenty, které přednesl Šintani:
| „ | Vyplul jsem s Kuritou k Leyte den poté, co Američané přistáli. Vypadá to, jako by nejvyšší velení sledovalo tentýž smrtící postup, jestliže po nás chtějí, abychom udeřili na upevněné předmostí na Okinawě. Kuritova snaha byla lepší, bohužel, neboť měl přinejmenším Ozawu jako návnadu. Bez návnady nemáme šanci. Naše operace bude směšná. Pokud se o něco takového pokusíme, tak zemřeme a kdo potom bude bránit vlast? Jsem proti tomu. | “ |

Následující den Šintani vyplul spolu s ostatními k Okinawě. Dne 7. dubna byl svaz kolem bitevní lodě Jamato napaden americkými palubními letouny. Torpédoborec Isokaze, na kterém byl i Šintani, byl těžce poškozen a následně doražen torpédoborcem Jukikaze, který též převzal přeživší členy posádky. Podle Nevitta měl být Šintani tou dobou ještě naživu a měl se přesunout na Jukikaze. Podle JeffD Šintani operaci Ten-gó přežil a koncem války velel jednotce kamikaze v Kurihamě. Podle Hary ale Šintani operaci Ten-Gó nepřežil.